# Jesus Estanislao
Jesus P. Estanislao (* im 20. Jahrhundert auf den Philippinen) ist ein philippinischer Wirtschaftswissenschaftler und Politiker. Er war von 1989 bis 1990 Sekretär für sozioökonomische Planung und gleichzeitig Generaldirektor der Nationalen Behörde für Wirtschaft und Entwicklung und von 1990 bis 1992 Finanzminister der Philippinen während der Regierung von Corazon Aquino.

## Leben
Estanislao erlangte seinen Bachelor an der Universität von San Carlos und seinen Master of Arts in Wirtschaftswissenschaften an der Fordham University. Er promovierte an der Harvard University.
Jesus Estanislao war Gründungsdekan des Asian Development Bank Institute in Tokio. Außerdem war er von 1992 bis 1997 Gründungspräsident der University of Asia and the Pacific, die zuvor Teil des Center for Research and Communication war, deren Geschäftsführer Estanislao von 1969 bis 1981 war. Nach der EDSA-Revolution 1986 wurde er Vorsitzender der Entwicklungsbank der Philippinen. Anschließend wurde er in das Kabinett von Präsidentin Corazon Aquino berufen, wo er von 1989 bis 1990 Sekretär für sozioökonomische Planung und gleichzeitig Generaldirektor der Nationalen Behörde für Wirtschaft und Entwicklung und von 1990 bis 1992 Finanzminister der Philippinen war. Als oberster Wirtschaftsbeauftragter des Landes überwachte er den wirtschaftlichen Aufschwung und das Reformprogramm der wiederhergestellten Demokratie.
Nach seinem Ausscheiden aus der Regierung war Estanislao Berater von Präsident Fidel Ramos während des philippinischen Vorsitzes der APEC im Jahr 1996. 1992 wurde Estanislao Mitglied der Philippine Legion of Honor. Darüber hinaus ist er Mitglied der päpstlichen Stiftung Centesimus Annus Pro Pontifice.
Ihm wurde die Ehrendoktorwürde der Angeles University, der Xavier University, der Saint Paul University und der Manila Central University verliehen. Er ist Professor an der University of Asia and the Pacific und Gastprofessor an der IESE Business School.

## Publikationen
- Breaking Through: The road from resolution to results
- mit Simon Tay und Hadi Soesastro: A new ASEAN in a new millennium
- mit Simon Tay und Hadi Soesastro: Reinventing ASEAN
- Responsible Citizenship: Essays on Civic Spirit on the Common Good
- Equipped for Battle: A Primer on Active Citizen Involvement in Governance
- Guideposts for Governance: Indispensable Values for Individuals, Corporations, Institutions, and Government Units
- Philippines 2030 Journey to Nationhood: Towards a National Community of Responsible Citizens
- Responsible Citizenship III: Empowering Individuals and Strengthening Communities
- Towards a National Culture of Excellence
- Responsible Citizenship IV: Rebuilding the Nation through Values
- Foundation for People Development
- Responsible Citizenship III
- Responsible Citizenship II
- Responsible Citizenship
- Starting Over (Reforming Corporate Governance in the Phils.)
- Corporate Governance for Bank Directors
- Institute of Corporate Directors – Practical Guidelines for Board Governance Committees
- Institute of Corporate Directors – Practical Guidelines for Audit Committees
- Institute of Corporate Directors – Practical Guidelines for Risk Oversight Committees
- Institute of Corporate Directors – Practical Guidelines for Financial Numeracy for Corporate Directors